# Stamboom Ernst Casimir van Nassau-Dietz (1573-1632)
| Grootouders                                                                                            | Willem van Nassau-Dillenburg (1487-1559) Willem de Rijke x Juliana van Stolberg (1506-1580)   | Willem van Nassau-Dillenburg (1487-1559) Willem de Rijke x Juliana van Stolberg (1506-1580)   | Willem van Nassau-Dillenburg (1487-1559) Willem de Rijke x Juliana van Stolberg (1506-1580)       | ?                                                                                                 | ?                                                                                             | ?                                                                                             |
| Ouders                                                                                                 | Jan VI van Nassau-Dillenburg (1535-1606) Jan de Oude x Elisabeth van Leuchtenberg (1537-1579) | Jan VI van Nassau-Dillenburg (1535-1606) Jan de Oude x Elisabeth van Leuchtenberg (1537-1579) | Jan VI van Nassau-Dillenburg (1535-1606) Jan de Oude x Elisabeth van Leuchtenberg (1537-1579)     | Jan VI van Nassau-Dillenburg (1535-1606) Jan de Oude x Elisabeth van Leuchtenberg (1537-1579)     | Jan VI van Nassau-Dillenburg (1535-1606) Jan de Oude x Elisabeth van Leuchtenberg (1537-1579) | Jan VI van Nassau-Dillenburg (1535-1606) Jan de Oude x Elisabeth van Leuchtenberg (1537-1579) |
| Ernst Casimir van Nassau-Dietz (1573-1632) x 1607 Sophia Hedwig van Brunswijk-Wolfenbüttel (1592-1642) |                                                                                               |                                                                                               |                                                                                                   |                                                                                                   |                                                                                               |                                                                                               |
| Kinderen                                                                                               | Hendrik Casimir I van Nassau-Dietz (1612-1640)                                                | Hendrik Casimir I van Nassau-Dietz (1612-1640)                                                | Willem Frederik van Nassau-Dietz (1613-1664) x 1652 Albertine Agnes van Oranje-Nassau (1634-1696) | Willem Frederik van Nassau-Dietz (1613-1664) x 1652 Albertine Agnes van Oranje-Nassau (1634-1696) | 7 andere kinderen (die niet volwassen werden)                                                 | 7 andere kinderen (die niet volwassen werden)                                                 |
| Kleinkinderen                                                                                          | -                                                                                             | -                                                                                             | Amalia (1655-1695) Hendrik Casimir II van Nassau-Dietz (1657-1696)                                | Amalia (1655-1695) Hendrik Casimir II van Nassau-Dietz (1657-1696)                                | -                                                                                             | -                                                                                             |